# Maria Teresa de Borbó i de Saxònia
Maria Teresa Antonieta Francesca de Borbó i de Saxònia (Portici, 29 de novembre de 1749 - 30 d'abril de 1750) va ser una princesa napolitana, filla de Carles VII de Nàpols i V de Sicília i futur Carles III d'Espanya, morta en la infància.
Va néixer al Palau Reial de Portici el 29 de novembre de 1749. Va ser la vuitena filla de Carles VII de Nàpols i V de Sicília —el futur Carles III d'Espanya— i de la princesa Maria Amàlia de Saxònia. Va tenir la consideració de princesa de Nàpols, però no la d'infanta d'Espanya, atès que va morir abans de l'ascens al tron del seu pare i tampoc hi havia encara tradició de donar el títol als nets dels reis. La seva salut era molt delicada i va morir al cap de cinc mesos, el 30 d'abril de 1750. Va ser enterrada a la basílica de Santa Clara de Nàpols.